# Hagnão
Hagnão, filho de Nícias ou de um estrangeiro de Ceos, foi um general ateniense da época da Guerra do Peloponeso.
Ele foi o fundador da cidade de Anfípolis, colônia ateniense na Trácia. A duas primeiras tentativas de fundar uma colônia grega na região, por Aristágoras de Mileto, e, trinta e dois anos depois, pelos atenienses, foram destruídas pelos edonianos, povo local. Vinte e nove anos depois, os atenienses voltaram e fundaram uma colônia no local chamado Ennea Hodoi, ou Nove Caminhos, e que foi denominada de Anfípolis por Hagnão.
No ano da morte de Péricles, Hagnão comandou o assalto contra Potideia, que foi uma das primeiras cidades a passar para o lado dos lacedemônios. Depois de perder mais de mil homens em tentativas sem sucesso de tomar a cidade, Hagnão voltou para Atenas, deixando porém a cidade em sítio. Os habitantes, cansados e com fome, negociaram sua rendição: pelo acordo, eles poderiam sair da cidade, os homens levando uma roupa, e as mulheres duas; eles então passaram a habitar a Calcídia, na Trácia, e mil cidadãos atenienses passaram a ocupar Potideia como colonos.
Ele foi o pai de Terâmenes, um dos Trinta Tiranos.